# Monte Miletto
Monte Miletto es una montaña italiana, la cima más alta de los montes del Matese (2.050 m s. n. m.). Se encuentra en el centro del macizo y separa las regiones de Campania y Molise y tres provincias: Caserta, Isernia y Campobasso, aunque el extremo se encuentra en la provincia de Isernia. 
La cima carece de vegetación arbórea, desde el extremo es visible todo el valle medio del Volturno, los montes Trebulanos y parte de la Ciudad metropolitana de Nápoles además de los montes de la Majella, Taburno y Camposauro, y la zona preapenínica molisana. Es posible alcanzar la cumbre a través de un telesilla que tiene como base Campitello Matese o también de los recorridos a pie a través de senderos.